# Exantheem
De term exantheem of rash (in de volksmond ook wel "vlekjesziekten") wordt gebruikt voor huiduitslag als uiting van een algemene aandoening. De term wordt gebruikt als de uitslag bestaat uit rode vlekken (macula) en bultjes (papel) op de huid; dit wordt ook wel een maculopapuleus exantheem genoemd. Er zijn veel infecties die met een exantheem gepaard gaan. Meestal is het onmogelijk om aan de hand van de huiduitslag te herkennen welk virus (of zelden: welke bacterie) de oorzaak is, doordat kenmerkende eigenschappen vaak ontbreken. Een uitslag wordt morbilliform genoemd als de uitslag grofvlekkig is zoals bij de mazelen (morbilli). Fijnvlekkige exanthemen worden rubelliform genoemd, naar de gelijkenis met rodehond (rubella).
Daarnaast is een exantheem een veelvoorkomend verschijnsel bij een overgevoeligheid voor geneesmiddelen, vooral penicilline-achtige antibiotica.

## Ziekteverwekkers
Virussen die een exantheem kunnen veroorzaken, zijn:
- Mazelen ('eerste ziekte')
- Rodehond ('derde ziekte')
- Vijfde ziekte (parvovirus B19)
- Zesde ziekte
- Epstein-Barrvirus: oorzaak van klierkoorts (ziekte van Pfeiffer)
- Cytomegalovirus
- Niet-polio-enterovirussen: Coxsackievirus, ECHO-virus, enterovirussen
- Luchtwegvirussen: adenovirussen, parainfluenzavirus, respiratoir syncytieel virus
- Hiv
- Hepatitis B
- Hepatitis C

Niet-virale oorzaken:
- Bacteriële infectie: streptokokken (roodvonk: 'tweede ziekte'), syfilis, soms meningokokken
- Geneesmiddelenovergevoeligheid
- Ziekte van Kawasaki

## Zes klassieke exanthemen
Zes exanthemen bij kinderen zijn genummerd naar de volgorde waarin deze in de voorgaande eeuwen (tot het begin van de 20e eeuw) klinisch van elkaar onderscheiden werden. De ziekteverwekkers werden pas veel later ontdekt.
- De 'eerste ziekte' (mazelen of morbilli) en de 'tweede ziekte' (roodvonk of scarlatina) werden al in 1627 klinisch van elkaar onderscheiden. Het mazelenvirus werd in 1911 ontdekt en in 1954 voor het eerst geïsoleerd. De ziekteverwekker van roodvonk is een bacterie, streptokokken-A, die in 1884 voor het eerst wetenschappelijk werd beschreven.
- De 'derde ziekte' (rodehond of rubella) werd in 1881 als fijnvlekkiger exantheem onderscheiden van de mazelen. In 1962 werd het rubellavirus geïsoleerd.
- De 'vierde ziekte' (de ziekte van Filatov-Dukes) werd eind 19e eeuw onderscheiden, maar later beschouwd als variant van rodehond. In de late 20ste en begin 21ste eeuw wordt in een aantal wetenschappelijke artikelen toch weer gepleit voor het bestaan van een aparte ziekte.[3]
- De 'vijfde ziekte' (erythema infectiosum) werd in het begin van de 20e eeuw van de voorgaande onderscheiden. Het parvovirus B19 werd in 1975 ontdekt en enkele jaren later als ziekteverwekker van de vijfde ziekte bevestigd.
- De 'zesde ziekte' (exanthema subitum of roseola infantum, ook wel 'driedaagse koorts' genoemd) werd in 1913 beschreven. In 1988 werd de ziekteverwekker ontdekt: het roseolovirus, oftewel humaan herpesvirus types 6 en 7 (HHV-6/-7).

Een andere klassieke exanthemateuze kinderziekte, de waterpokken (varicella), heeft nooit een nummer gekregen. Deze ziekte wordt veroorzaakt door het varicella-zostervirus, eveneens een humaan herpesvirus (HHV-3).